# Bacia do rio de Contas

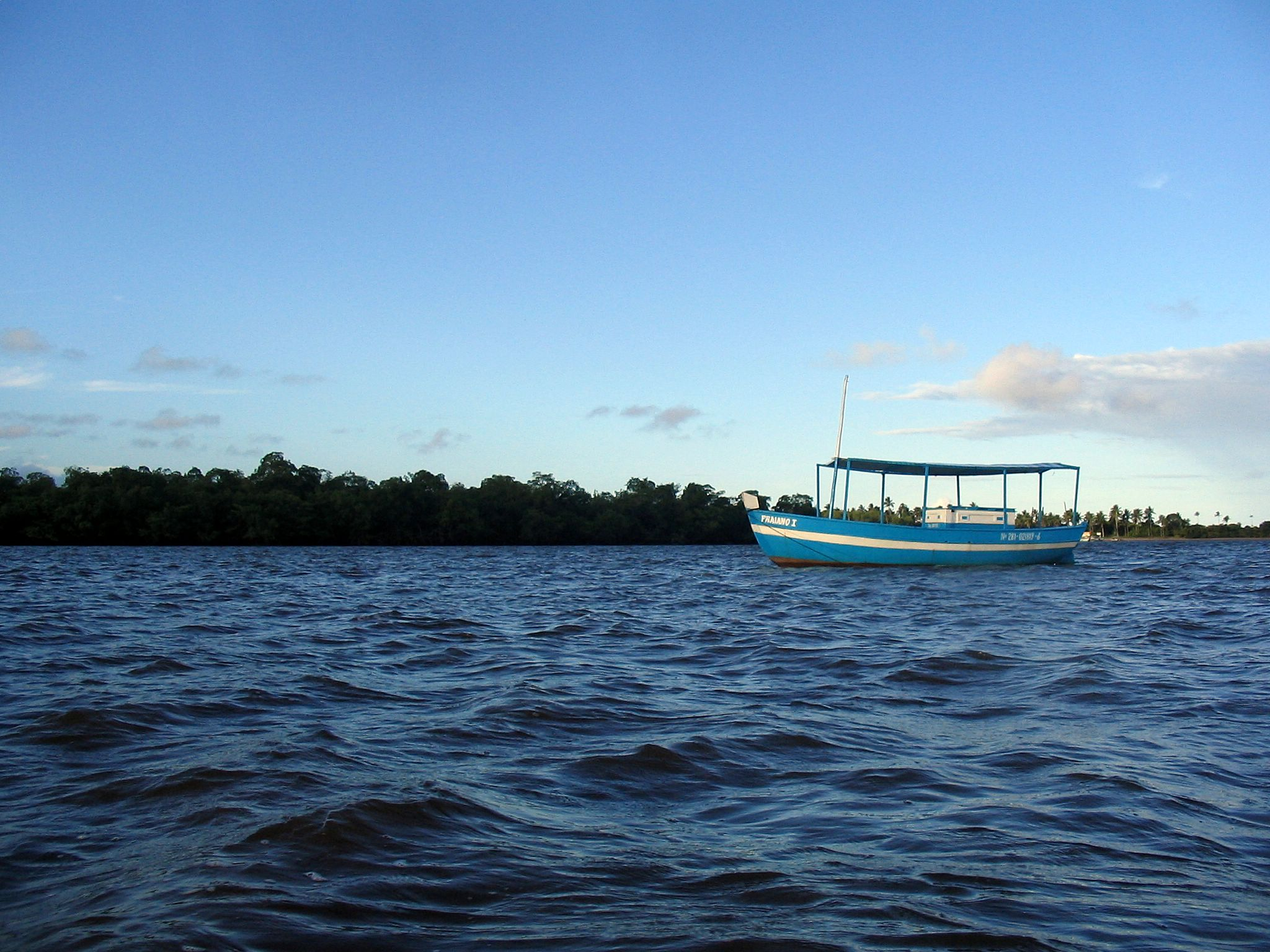
Rio de Contas.

A Bacia do Rio de Contas é uma das bacias hidrográficas do estado brasileiro da Bahia e unicamente deste estado, localizada na Região Hidrográfica do Atlântico Leste. Tem nome homônimo ao seu principal rio. Abrange uma área de 55.483 quilômetros quadrados e integra a Região de Planejamento e Gestão das Águas VIII (RPGA VIII ) e, tecnicamente falando, denomina-se sub-bacia 52.

## Localização e composição
A Bacia do Rio de Contas determina limites geográficos nas seguintes configurações: Norte, com as Bacias Hidrográficas do Rio Paraguaçu e Recôncavo sul, a Oeste, com a Bacia Hidrográfica do Rio São Francisco, a Leste com o Oceano Atlântico e ao Sul com as Bacias Hidrográficas do Rio Pardo e Rio Leste e com o estado de Minas Gerais.
Em 5 de junho de 2001, o governo do estado da Bahia criou o Decreto nº 7.968, que definiu a Área de Relevante Interesse Ecológico (ARIE), uma área de 4.771 hectares, onde estão as nascentes do Rio de Contas, na Serra da Tromba e Serra do Atalho. A ARIE está localizada nos municípios de Piatã e Abaíra, localidades com elevação superior a 1600 metros, distante 2,3 quilômetros da BA-148.
As principais sub-bacias do Rio de Contas são: Sub-bacia do Rio Brumado, do Rio Gavião, do Sincorá, do Gentio, do Baixo Contas, Gongogi, sub-bacia litorânea e de Transição e a microbacia do Rio do Antônio. Suas principais cabeceiras são a do Rio Brumado e a do Rio de Contas, localizadas na Chapada Diamantina, e os principais cursos d’água em sua drenagem são: Rio Água Suja, Rio Ribeirão, Rio Machado, Rio Água Branca, Rio São João,  Rio Brumado, Rio Ribeirão, Rio das Furnas, Rio do São Paulo, Rio Ourives, Rio Mato grosso e Rio Sincorá.
Barragens
Algumas barragens são de grande importância para a bacia, como a Barragem de Anagé no Rio Gavião, Açude Brumado no Rio Brumado, e Barragem de Cristalândia em Brumado.

## Vegetação e Clima
A vegetação da Bacia Hidrográfica do Rio de Contas é em sua maioria Caatinga e Cerrado, o restante consiste em e ilhas de Florestas Estacionais e Campo Rupestre, porém, na jusante Jequié, ocorrem remanescentes de Mata Atlântica e Cabruca (ou mata de cacau). O clima sêmiárido abrange 51% da região, entre os trechos superior e médio.
A precipitação pluviométrica é inferior a 700 mm. Á medida que ruma em direção ao litoral, o clima tem mudanças, subúmido a seco, para o úmido a subúmido e deste para o úmido. Sendo assim, o índice de precipitação pluviométrica aumenta gradativamente, atingindo os 2000 mm na região sul do Estado.